# Bodenwelle (Straßenverkehr)

Straßenverkehrszeichen „Unebene Fahrbahn“ (Deutschland).

Als Bodenwelle wird im Straßenverkehr eine Unebenheit in der Fahrbahn bezeichnet. Meist sind dabei sanft ansteigende und abfallende Erhebungen in Anlehnung an die Form einer Wasserwelle gemeint.

## Ursache
Nach Studien, u. a. veröffentlicht in Physical Review Letters, entwickeln sich Bodenwellen auf Straßen schon aus einer winzigen Erhebung, die sich durch darüber fahrende Fahrzeuge im Laufe der Zeit immer mehr ausprägt und dann über die ganze Straße verbreitet.
Jedes Rad, das über eine winzige Erhebung fährt, wird dabei leicht angehoben und fällt danach etwas, so dass sich die Unebenheit dadurch vergrößert. Die Experimente der Studie ergaben, dass, sobald sich eine Bodenwelle erst einmal ausprägen konnte, weitere immer sehr schnell folgen, unabhängig vom verwendeten Straßenmaterial.
Auch der Einfluss der Fahrzeuggeschwindigkeit auf die Entwicklung von Bodenwellen wurde untersucht. Demnach verzögert ein Tempolimit nur die weitere Straßenzerstörung, da der physikalische Effekt schon oberhalb einer Geschwindigkeit von 8 km/h eintritt.